# 3M Technical Ceramics
3M Technical Ceramics (früher Elektroschmelzwerk Kempten, bis 2015 ESK Ceramics GmbH & Co. KG) ist ein in Kempten (Allgäu) ansässiges Unternehmen und eine Zweigniederlassung von 3M Deutschland. 2011 machte das Unternehmen einen Gewinn von 27 Millionen Euro bei einem Gesamtumsatz in Höhe von 116 Millionen Euro. Seit Dezember 2012 gehört ESK Ceramics zum 3M-Konzern.

## Unternehmensgeschichte

Logo bis 2014

Das 1922 von Max Schaidhauf in Sankt Mang als Elektroschmelzwerk Kempten (ESK) in der Rechtsform einer Aktiengesellschaft gegründete Unternehmen begann 1925 mit der Produktion von Siliciumcarbid. Die Dr. Alexander Wacker Gesellschaft für elektrochemische Industrie übernahm die ESK-Aktienmehrheit im Jahr 1933. Nach einem Brand im Jahr 1936 wurde der Betrieb mit einer höheren Beschäftigtenzahl wiederaufgebaut. 1940 gelang die erstmalige Herstellung von Borcarbid.
Wegen Stromknappheit wurde der Schmelzbetrieb im Jahr 1952 zum Zweigwerk in Frechen-Grefrath verlagert. Es folgte die Umwandlung in eine Gesellschaft mit beschränkter Haftung. 1955 wurde der Schmelzbetrieb vollständig nach Grefrath ausgelagert. Mit der Herstellung von Mischkeramik für die Metallisierung wurde 1962 begonnen. Zehn Jahre später folgte die Oberflächenveredelung mit Nickel-Diamant.
1977 gelang die Produktion von Silicium- und Borcarbid-Bauteilen auf Basis von Drucklos-Sintern. 1979 wurde die weltweit erste Heißisostatpresse bei Temperaturen über 1900 °C zur Herstellung von Nichtoxidkeramik in Betrieb genommen. 2001 wurden zwei Heißpressen mit einer Presskraft von 600 Tonnen fertiggestellt.
Ende 2004 erwarb der kalifornische Konzern Ceradyne das Kemptener Elektroschmelzwerk. Dieser wurde wiederum 2012/2013 von 3M übernommen.
Im Jahr 2006 kam es zur Entwicklung eines neuen Werkstoffs auf Basis von Titandiborid (Titan mit zwei Bor-Teilen).

## Produkte
- Additive, Pulver, Körnungen
- Antioxidantien und Desoxidantien
- Ballistischer Schutz aus Keramik
- Dichtungskomponenten
- Düsen
- Gießerei-Zubehör
- Komponenten für den Anlagenbau
- Kosmetische Pulver
- Lagerkomponenten
- Mikroreaktoren
- Oberflächentechnologie
- Reibschluss-Verbindungselemente
- Rohre
- Trennmittel und Schmiermittel
- Verdampferschiffchen
- Wärmetauscher
- Zubehör für die Glasindustrie